# Omar Njie
Omar Njie (* im 20. Jahrhundert; † 13. September 2002) war ein gambischer Politiker.
Er gehörte dem Kabinett von Gambia als Außenminister vom 8. März 1997 bis zum 19. Januar 1998 an.